# Федорчук Ярослав Петрович
Яросла́в Петро́вич Федорчу́к (нар. 22 жовтня 1936, с. Несвіч, Луцький повіт, Волинське воєводство) — український політик та громадський діяч, народний депутат України IV—VII скликань, один із засновників ВО «Батьківщина», заступник голови партії з організаційної роботи, член Політичної ради партії та її Президії, почесний доктор Луцького національного технічного університету, голова його наглядової ради, Відмінник народної освіти України, член Національної спілки письменників України, автор книг «Волинянин. Дитинство і юність», «Волинянин. Напередодні» та «Трагедія українсько-польського протистояння на Волині 1938—1944 років. Волинська область. Підсумки». Автор фільмів «Волинян», «Вони боролись до загину».

## Освіта
У 1958 році з відзнакою закінчив нафтопромисловий факультет Львівського політехнічного інституту, отримавши кваліфікацію інженер-механік, навчався в аспірантурі Академії суспільних наук в Москві. Кандидат економічних наук, автор ряду монографій та більш як 60 наукових праць.

## Кар'єра
Трудову діяльність розпочав робітником. Працював мотористом, слюсарем, виконробом, головним механіком, головним інженером на нафтопромислах Івано-Франківщини.
До 1972 року був 1-м секретарем Івано-Франківського обласного комітету ЛКСМУ, у 1972–1983 роках — першим секретарем Долинського райкому компартії, 1983–1990 роки — першим секретарем Івано-Франківського міському КПУ. З лютого 1993 — завідувач відділу з питань кооперованого постачання та ринку продукції виробничо-технічного призначення, жовтень 1995 — липень 1996 — завідувач відділу з питань кооперації Кабінету Міністрів України. 1999–2002 — керівник секретаріату фракції «Батьківщина», 2002–2005 — керівник секретаріату БЮТ.
Один із засновників партії Всеукраїнське об'єднання «Батьківщина». Був одним із стратегів і організаторів партійного будівництва, структурування партії, основ організаційної роботи партійних організацій по всій вертикалі, виконання всіх організаційних рішень і програм партії.
З 2005 р. народний депутат України IV—VII скликань. У Верховній Раді VII скликання очолює підкомітет у справах релігій Комітету Верховної Ради України з питань культури і духовності.

## Нагороди та державні ранги
Має урядові нагороди — 4 ордени, 7 медалей, грамоту Президії Верховної Ради УРСР (25.10.1968), грамоту Верховної Ради України та грамоту Кабінету Міністрів України.

## Творча діяльність
- Автор фільму «Вони боролись до загину»[6]
- Автор фільму «Волинянин»[недоступне посилання з липня 2019]
- Трагедія українсько-польського протистояння на Волині 1938—1944 років. Волинська область. Підсумки.[недоступне посилання з липня 2019]
- Афоризми. Хочеш, щоб світ став кращим — стань кращим сам[недоступне посилання з липня 2019]
- «Волинянин. Дитинство і юність» та «Волинянин. Напередодні».[недоступне посилання з липня 2019]
- Редагування та передні слова до книг циклу «Трагедія українсько-польського протистояння на Волині 1938—1944 років»[недоступне посилання з липня 2019]

## Ресурси інтернет
- Сайт народного депутата Ярослава Федорчука
- Довідник «Хто є хто в Україні», видавництво «К. І.С.»